# Daycore
Daycore ist eine 2002 gegründete Death-Metal-Band aus Medellín/Kolumbien. In ihrer Musik mischt die Band auch Elemente des Thrash Metal.
In den Songs geht es um soziale Missstände und das politische Klima in der kolumbianischen Regierung. Die Band ist mit dem Song Dark Visions from the Other Side auf einer Sampler-CD der Märzausgabe des Metal Hammer Magazins vertreten.

## Geschichte
Die Band wurde 2002 in Medellín/Kolumbien gegründet. Die Band besteht aus Alex Betancur (Gitarre), Juan Esteban Ospina (Gitarre), Julián Correa (Schlagzeug) und Yasser Orozco (Gesang, Bass). Bereits im Gründungsjahr veröffentlichte die Band ihre erste EP. Diese heißt Unconscience. Die Stücke handeln von den Missständen in der Gesellschaft und geben die Meinung der Band über die Politik Kolumbiens wieder. Im Juli 2002 wurde die CD im Porfirio Barajacob Theatre und im Marinilla (das größte Theater Antioquias) vorgestellt. Nachdem Unstimmigkeiten innerhalb der Band geschlichtet wurden, spielte die Band erstmals wieder Konzerte. Dies war auf dem Altavoz-Festival in Medellín vor über 70.000 Zuschauern.
2008 veröffentlichte Daycore ihr Debütalbum The Beginning of Purgatory nachdem die Band diese dank ihrer Single Dark Visions from the Other Side positiv promotet wurde. Die Band konnte das Album ebenfalls in anderen Nationen Südamerikas verkaufen, da sie als Vorgruppe von Mortal Sin auf deren Südamerika-Tour spielten.
2010 ging die Band erneut auf Südamerika-Tour. Diese hieß Beginning of Purgatory South American Tour und führte sie durch Ecuador, Chile, Argentinien, Peru und Bolivien. Außerdem nahmen sie während dieser Tour an drei Festivals teil. Die Band spielte mit 16 weiteren Bands ein spezielles Konzert, welches in Kolumbien stattfand. Der Erlös des Konzertes wurde nach dem verheerenden Erdbeben nach Haiti gespendet.

## Diskografie

### Singles
- 2024: Create and Then Destroy

### EPs
- 2001/02: Unconscience
- 2007/08: Dark Visions from the Other Side
- 2008: Innocent Blood

### Alben
- 2008: The Beginning of Purgatory
- 2012: In Conflict
- 2025: The Worst Is Yet To Come

### Sampler
- März 2010: Metal Hammer (mit dem Song Dark Visions from the Other Side)